# 日根野氏
日根野氏（ひねのし）は、平安時代から江戸時代にかけての武家。日根氏とも。

## 出自
日根野氏の祖は源永盛とされるが、永盛の出自は不明である。永盛は和泉国長滝荘の開発領主であり、その子孫が上東門院に寄進したことで長滝荘として立荘し、代々荘官（下司・公文）を相続した。『寛永諸家系図伝』には「本姓は源氏。基遠に至って藤原氏に改めた」とある。『寛政重修諸家譜』には「先祖は和泉国日根郡中庄湊浦に住み、日根氏を称した後に日根野氏を称した」とある。
また、史料から日根野氏の本姓を中原氏とする説も存在する。天福元年（1233年）には中原盛実が長滝荘の荘官となっており、翌年には九条家領日根荘が成立した。文永3年（1266年）と文永9年（1272年）には、中原盛経が九条家政所から日根荘井原村・入山田村の預所職に任命されている。正中2年（1325年）には中原盛治が長滝荘荘官に任命されている。
古墳時代から日根郡を拠点していた日根造を祖とする説がある。天平9年（737年）の和泉監正税嵯に大領従七位上勲十二等・日根造玉纏と擬主帳外従八位下・日根造五百足の名前が見える。また同19年（747年）の優婆貢進解に、河内国日根郡可美郷戸主・日根造夜麻が見える。日根造は『新撰姓氏録』によると新羅系の渡来人で億斯富使主が祖であるとされる。「日根野家文書」所収の「日根野一系」でも「日根野尸（かばね）者造也」とされる。樫井川流域を開発した日根造（ひねのみやつこ）は新羅からの渡来人の子孫であり、祖先の億斯富使主を祀った。

## 概要
「長滝荘弥富方下司系図」によると、天福元年（1234年）に中原盛実が和泉国長滝荘の預所・弥富方下司に補任されたという。宝治2年（1248年）には弥富方下司職と一荘公文職が中原盛実から子の浄願（中原盛直）へ譲られている。その後、下司職は中原明心（浄願の子）→五条局→四条局→盛治→二郎法師丸（時盛）と継承された。
一方、長滝荘には開発領主・源永盛の系譜を引き、下司・公文職を相伝してきたと称する藤原氏もいた。文永元年（1264年）、□衛門少尉・藤原章致は、中原明心による非分の領知を停止し、自らに弥富名下司・公文職を還補されるよう訴えている。そして嘉元3年（1305年）には、孫の左衛門尉・致有が荘官であった。藤原氏と中原氏の相論は、正和5年（1316年）まで解決されずに継続した。この年、致有の父・藤原雅致の代官である康胤の父・康遠が殺害されたことに対し、康胤が庄家に乱入し苅田・放火に及んだ。そのため、近衛家は弥富名下司職を収公し、久米田寺に寄付している。
一旦収公された弥富方下司職も正中2年（1325年）には中原氏に還補され、元徳2年（1330年）には、中原盛実は下司・公文職を丹生社へ寄進している。藤原氏との争いの中で、自身の正統性を主張するために、日根野氏は藤原氏（開発領主・源永盛）の系譜を取り込む形で「日根野系図」を作成した。
日根野盛治は九条家に仕える荘官として長滝荘と日根荘を支配した。元弘2年（1332年）12月25日付の北条茂時と北条守時による連署状では、楠木正成討伐の軍に加わるようにと記されている。だが元弘3年（1333年）5月25日には京都にいた足利高氏（尊氏）に従っている。建武4年（1337年）5月には盛治の親族と見られる日根野盛定（盛貞）が軍忠状を送られている。文和3年（1354年）10月15日には、盛治が子の日根野時盛に対して譲状を出している。文永年間（1364年〜1375年）には、日根野盛経が日根荘井原村・入山田村の預所にもなっている。
斎藤義龍に仕えた日根野弘就は、義龍の命で義龍の異母弟である孫四郎、喜平次兄弟を稲葉山城内で殺害している。永禄元年（1558年）頃に義龍が姓を一色氏に改めたのちには、永禄9年（1566年）から延永姓へと改め、延永備中守弘就を称した。『信長公記』天正8年（1580年）閏3月16日条によると日根野六郎左衛門、弥次右衛門、半左衛門、勘右衛門、五右衛門が安土城城下町の建設に携わっている。弘就の父・日根野九郎左衛門尉が美濃国に移住した時期は、和泉国上下守護の細川氏が没落し、守護被官の行松氏も田畠や茶園、屋敷を中氏や根来寺成真院に売却した天文年間後期から十河一存が岸和田城に入城した永禄3年（1560年）11月21日以前であると考えられる。同時期に摂河泉から美濃国に向かった人物として、天文13年（1544年）に斎藤利政の客将として加納口の戦いに参戦している木沢左馬允がいる。
一方、弘就の伯父・又五郎景宗は嫡流として日根野荘佐野湊（現在の大阪府泉佐野市湊）に住み、
と続いた。城は中ノ庄村にあり、菩提寺は同村の浄土宗大光寺であった。

## 一次史料に見える日根野氏の人物

### 「日根文書」
- 左衛門尉中原盛実 - 嘉禎2年（1236年）11月15日
- 沙弥浄願 - 正嘉3年（1259年）2月7日
- 左兵衛尉中原盛経 - 文永3年（1266年）から文永9年（1272年）7月18日
- 僧明心・五条殿 - 文永4年（1267年）12月21日
- 中原氏女（四条殿） - 弘安7年（1284年）11月14日
- 雑掌盛治 - 延慶2年（1309年）3月12日
- 下総左衛門尉盛治 - 正中2年（1325年）1月12日
- 雅楽左衛門尉（盛治） - 正慶元年（1332年）12月25日
- 左衛門入道道悟（盛治） - 建武3年（1336年）5月19日から貞和3年（1347年）11月30日
- 兵衛太郎 - 建武3年（1336年）10月9日
- 次郎時盛（比禰次郎） - 貞和4年（1348年）1月9日から文和5年（1356年）3月21日
- 三郎左衛門尉国盛 - 不明
- 菊夜叉丸（時盛の弟） - 文和3年（1354年）10月15日
- 中原盛澄 - 応安2年（1369年）11月6日
- 中原盛久 - 永和3年（1377年）11月6日
- 加賀守秀盛 - 康正3年（1457年）6月26日
- 五郎左衛門尉国景 - 応仁元年（1467年）4月8日から文明16年（1484年）12月7日
- 又五郎 - 明応9年（1500年）8月6日
- 加賀入道（秀盛）- 大永7年（1527年）8月1日
- 又次郎 - 天文12年（1543年）10月11日
- 孫七郎 - 天文12年（1543年）12月21日
- 五郎左衛門尉景盛 - 天文12年（1543年）12月28日[注釈 9]
- 孫五郎 - 永禄4年（1561年）8月26日から同5年（1562年）10月4日
- 三郎左衛門尉 - 不明
- 沙弥常善（左衛門入道） - 不明
- 孫次郎 - 天正4年（1576年）6月18日から同年12月13日
- 木工之助 - 不明